# Éditions Baam !
 (septembre 2024).
Si vous disposez d'ouvrages ou d'articles de référence ou si vous connaissez des sites web de qualité traitant du thème abordé ici, merci de compléter l'article en donnant les références utiles à sa vérifiabilité et en les liant à la section « Notes et références ».
Les éditions Baam ! sont une maison d'édition française, fondées en mars 2007 dans le but de pallier un manque d'ouvrages de fiction pour la jeunesse au sein des éditions J'ai lu. Elles publient des romans en grand format à destination des plus de douze ans
Orientées mondes imaginaires, fantasy et aventures, les éditions Baam ! comptent, en avril 2012, cinquante-six titres.
Les éditions Baam ! ont annoncé le 25 avril 2012 qu’à compter d’octobre 2012, tous les titres sortiront sous le label des éditions J'ai lu.

## Liste des titres par date de publication

### Années 2000

#### 2007
1. Nouchka et les géants par Serge Brussolo (mars 2007)
2. Trahison par Andy McNab et Robert Rigby (mars 2007)
3. Nouchka et la couronne magique par Serge Brussolo (juin 2007)
4. Nouchka et la caverne aux mille secrets par Serge Brussolo (octobre 2007)
5. Riposte par Andy McNab et Robert Rigby (octobre 2007)

#### 2008
1. La Conspiration Merlin par Diana Wynne Jones (janvier 2008)
2. La Vallée des loups par Laura Gallego García (février 2008)
3. L'Apprenti assassin par Robin Hobb (mars 2008)
4. Vengeance par Andy McNab et Robert Rigby (avril 2008)
5. La Malédiction du maître par Laura Gallego García (mai 2008)
6. L'Assassin du roi par Robin Hobb (juin 2008)
7. Opération Meltdown par Andy McNab et Robert Rigby (septembre 2008)
8. L'Appel des morts par Laura Gallego García (septembre 2008)
9. La Nef du crépuscule par Robin Hobb (octobre 2008)

#### 2009
1. L'Elfe Fenris par Laura Gallego García (janvier 2009)
2. Le Poison de la vengeance par Robin Hobb (février 2009)
3. La Voie magique par Robin Hobb (avril 2009)
4. Les Sortilèges de la guiterne par Diana Wynne Jones (avril 2009)
5. La Voie du guerrier par Chris Bradford (mai 2009)
6. Deux cierges pour le diable par Laura Gallego García (juin 2009)
7. La Reine solitaire par Robin Hobb (septembre 2009)
8. La Marotte noyée par Diana Wynne Jones (octobre 2009)

### Années 2010

#### 2010
1. L'Impératrice des éthérés par Laura Gallego García (février 2010)
2. Créature de la nuit par Kate Thompson (février 2010)
3. La Voie du sabre par Chris Bradford (mars 2010)
4. Le Monde est notre ring par Hervé Jubert et Marc Moreno (mars 2010)
5. Le Maître des masques par Hervé Jubert et Marc Moreno (mars 2010)
6. Les Houppelandes magiques par Diana Wynne Jones (avril 2010)
7. Les Avaleurs de brouillard par Hervé Jubert et Marc Moreno (avril 2010)
8. L'Ombre de Thésée par Jessica L. Nelson (mai 2010)
9. Les Gladiateurs de l'enfer par Hervé Jubert et Marc Moreno (mai 2010)
10. La Confrérie des naufrageurs par Johan Heliot (mai 2010)
11. Entremonde par Hiromi Goto (juin 2010)
12. La Prise de l'aigle par Hervé Jubert et Marc Moreno (juin 2010)
13. La Couronne du Dalemark par Diana Wynne Jones (août 2010)
14. La Voie du dragon par Chris Bradford (septembre 2010)
15. Les Flibustiers du vent par Johan Heliot (septembre 2010)
16. Le Choix de Jason par Jessica L. Nelson (octobre 2010)

#### 2011
1. Le Tertre des âmes par Ludovic Rosmorduc (janvier 2011)
2. Numéro Quatre par Pittacus Lore (mars 2011)
3. Mords-moi par Parker Blue (avril 2011)
4. Le Roi au cœur de pierre par Johan Heliot (mai 2011)
5. Six Héritiers par Pierre Grimbert (mai 2011)
6. Le Miroir aux vampires par Fabien Clavel (juin 2011)
7. Tente-moi par Parker Blue (juin 2011)
8. Ailes de feu par Laura Gallego García (août 2011)
9. L'Héritière du temps par Ludovic Rosmorduc (septembre 2011)
10. La Légion des Stryges par Fabien Clavel (septembre 2011)
11. Le Serment orphelin par Pierre Grimbert (octobre 2011)

#### 2012
1. Trahisons et faux semblants par Ludovic Rosmorduc (janvier 2012)
2. Trouve-moi par Parker Blue (février 2012)
3. La Cité lumineuse par Frédéric Mars (février 2012)
4. L'Âme du cyclone par Johan Heliot (mars 2012)
5. Le Pouvoir des Six par Pittacus Lore (mars 2012)
6. Ailes noires par Laura Gallego García (avril 2012)
7. Le Pouvoir des psylles par Fabien Clavel (avril 2012)